# ルピシア
ルピシア(LUPICIA)は、株式会社ルピシアによる、お茶・紅茶を中心とした専門ブランド。1994年に設立。
紅茶とフレーバードティーの専門店とフランチャイズ、及び通信販売を展開している。

## 概要
- 1994年8月17日 - 会社設立。設立時は社名が株式会社レピシエ。
- 2006年10月 - 株式会社ルピシアに社名変更
- 2017年4月 - 北海道虻田郡ニセコ町に工場を竣工
- 2020年7月- 本社機能の一部をニセコ町に移転[2]。